# Cerioidini
Cerioidini – plemię muchówek z rodziny bzygowatych i podrodziny Eristalinae.
Muchówki te mają czarno-żółte ciało z ewentualnym białym opyleniem, tworzącym łatki na wierzchu tułowia i odwłoku. Głowa ich odznacza się wydłużonymi czułkami osadzonymi na wzgórku czułkowym, który to może osiągać różną długość. Pierwszy człon biczyka czułka ma samym szczycie osadzoną aristę. Skrzydła często charakteryzują się czarnym przydymieniem wzdłuż przedniej krawędzi. Odnóża są pozbawione wyraźnych modyfikacji. Wydłużony odwłok może być mniej lub bardziej przewężony na poziomie drugiego tergitu. Ubarwieniem i pokrojem ciała muchówki te upodabniają się do os z rodziny grzebaczowatych, nękowatych lub oswatych z podrodziny kopułek bądź klecanek. Rzadziej wykazują mimikrę względem rośliniarek z rodziny pilarzowatych lub Pergidae.
Plemię ma zasięg kosmopolityczny. W Polsce reprezentowane jest tylko przez dwa gatunki: naprętnika nibyślepka i Sphiximorpha subsessilis.
Takson ten wprowadzony został w 1909 roku przez Einara Wahlgrena. Obejmuje on około 200 opisanych gatunków, zgrupowanych w pięciu rodzajach:
- Ceriana Rafinesque, 1815
- Monoceromyia Shannon, 1922
- Polybiomyia Shannon, 1925
- Primocerioides Shannon, 1927
- Sphiximorpha Rondani, 1850